# Jiří Ignác Linek
Jiří Ignác Linek (ou Jiří Ignác Linka, Lynka) né le 21 janvier 1725 à Bakov nad Jizerou dans le royaume de Bohême et mort le 30 décembre 1791 dans sa ville natale, est un compositeur bohémien de la fin de la période baroque et du début de la période classique.

## Biographie
Jiří Ignác Linek est né et mort dans le petit village de Bakov nad Jizerou, où il a passé toute sa vie comme enseignant et comme cantor.
Il est issu d'une lignée de cantors de village, comme Jan Dismas Zelenka, Česlav Vaňura, František Adam Míča, František Tůma, František Brixi et Vincenc Mašek.
Ces cantors de village ont joué un rôle très important dans la formation des compositeurs bohémiens du XVIIIe siècle dont l'écrasante majorité (à part Brixi et Reicha) étaient nés en dehors de la capitale Prague. Le musicologue britannique Charles Burney a souligné le rôle de cette éducation musicale omniprésente dans les villages, où les maîtres d'école enseignaient non seulement la lecture et l'écriture mais également la musique, en ce compris la pratique de plusieurs instruments,,, une tradition musicale rurale corroborée par l'autobiographie de Franz Benda, qui a lui aussi appris la musique à l'école de son village. Le rôle de ces instituteurs de village était central dans la formation de ces compositeurs et l'approvisionnement de Prague en talents musicaux, et il explique l'étonnante abondance et l'excellence au XVIIIe siècle des compositeurs en Bohême , un pays que Charles Burney a qualifié de « Conservatoire de l'Europe » dans ses récits de voyage en 1773,,,,,,,.
Après une formation à la musique dans son village, Jiří Ignác Linek étudie avec Jiří Antonín Benda (Georg Benda) au collège piariste de Kosmonosy, vingt kilomètres plus au nord. Mais alors que Benda se rend ensuite en 1739 au collège jésuite de Jičín, Linek reste plus près de son village d'origine, étudiant à Mladá Boleslav tout près de Kosmonosy, avant de terminer ses études musicales à Prague et de revenir à son village de Bakov nad Jizerou, où il a passé toute sa vie comme enseignant et comme cantor.
Un monument dédié à Linek se dresse dans le cimetière de la grande église gothique de Saint-Bartholomé, qui date des années 1560.
La cousine de Jiří Ignác Linek, fille de kantor, fut la mère de Bedřich Smetana.

## Œuvre
On conserve de Jiří Ignác Linek 40 messes, de nombreux requiems, des motets, des pastorales, des concertos, de la musique instrumentale et de la musique pour orgue.
Il est un des principaux représentants en Bohême du genre de la pastorale, porté par de nombreux cantors et compositeurs dont Tomás Norbert Koutník (1697-1775) et Jan Jakub Ryba (1765-1815),. Le texte de ces œuvres est parfois puisé dans la poésie populaire.
Mozart a dit d'un des concertos de Jiří Ignác Linek : « Entre trop difficile et trop facile, agréable à entendre, naturel, sans être banal. Par moments, même les connaisseurs peuvent être satisfaits, et aussi le profane sans savoir pourquoi ».

## Enregistrements
- Symphony Pastoralis in C major sur le CD Masters of Czech Baroque, Czech Chamber Philharmonic, dir. Vojtěch Spurný, BMG, 2003
- Concerto pour clavecin et orchestre en fa majeur, Pardubice orchestra avec Rudolf Zelenka au clavecin, dir. Libor Hlavacek, Supraphon, 1986